# Zemamra
Zemamra oder Zmamra (arabisch زمامرة, Zentralatlas-Tamazight ⵣⵎⴰⵎⵔⴰ Zemamra, früher auch Khemis Zemamra) ist eine Stadt mit knapp 15.000 Einwohnern in der Region Casablanca-Settat in Marokko.

## Lage
Zemamra liegt in einer Höhe von etwa 160 m im Hinterland von El Jadida (ca. 75 km nördlich) bzw. von Safi (ca. 70 km südwestlich) an der Fernverkehrsstraße RN 1, die die Metropolen des Nordens (Tanger, Rabat, Casablanca) mit Agadir verbindet.

## Bevölkerung
| Jahr      | 1994   | 2004   | 2014   | 2024   |
| Einwohner | 10.310 | 11.896 | 13.279 | 13.993 |

Die meisten Einwohner sind zugewanderte Berber.

## Wirtschaft
Die Stadt ist das Zentrum einer bewässerten landwirtschaftlich genutzten Zone.

## Sonstiges
Der Ort hat mit RCA Zemamra einen Fußballverein in der 1. Liga (siehe Botola).